# Jacob Ignatius Simonis

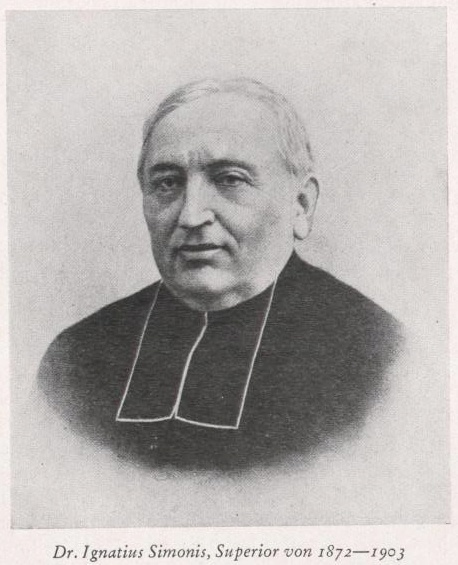
Jakob Ignatius Simonis, als Superior der Niederbronner Schwestern

Jakob Ignatius Simonis (* 12. März 1831 in Ammerschweier im Elsass; † 11. Februar 1903 in Oberbronn) war katholischer Geistlicher, Professor und Reichstagsabgeordneter.
Simonis studierte Theologie in Straßburg wurde dort am 10. Juni 1854 zum Priester geweiht, ging dann als Studienprofessor an das bischöfliche Gymnasium zu Colmar und lehrte danach am großen Seminar zu Straßburg. Er war Pfarrer in Bischheim, Herausgeber des „Volksboten“ und seit 1872 Supérior der Niederbronner Schwestern im Mutterhaus Oberbronn.
Von 1874 bis 1898 saß er als fraktionsloses Mitglied im deutschen Reichstag. Er vertrat als Abgeordneter den Wahlkreis Elsaß-Lothringen 5 (Rappoltsweiler). Die Priester Jakob Ignatius Simonis, Joseph Guerber und Landolin Winterer galten dort als die führenden Köpfe der katholisch-elsässischen Protestlergruppe.